# تصلب التربة

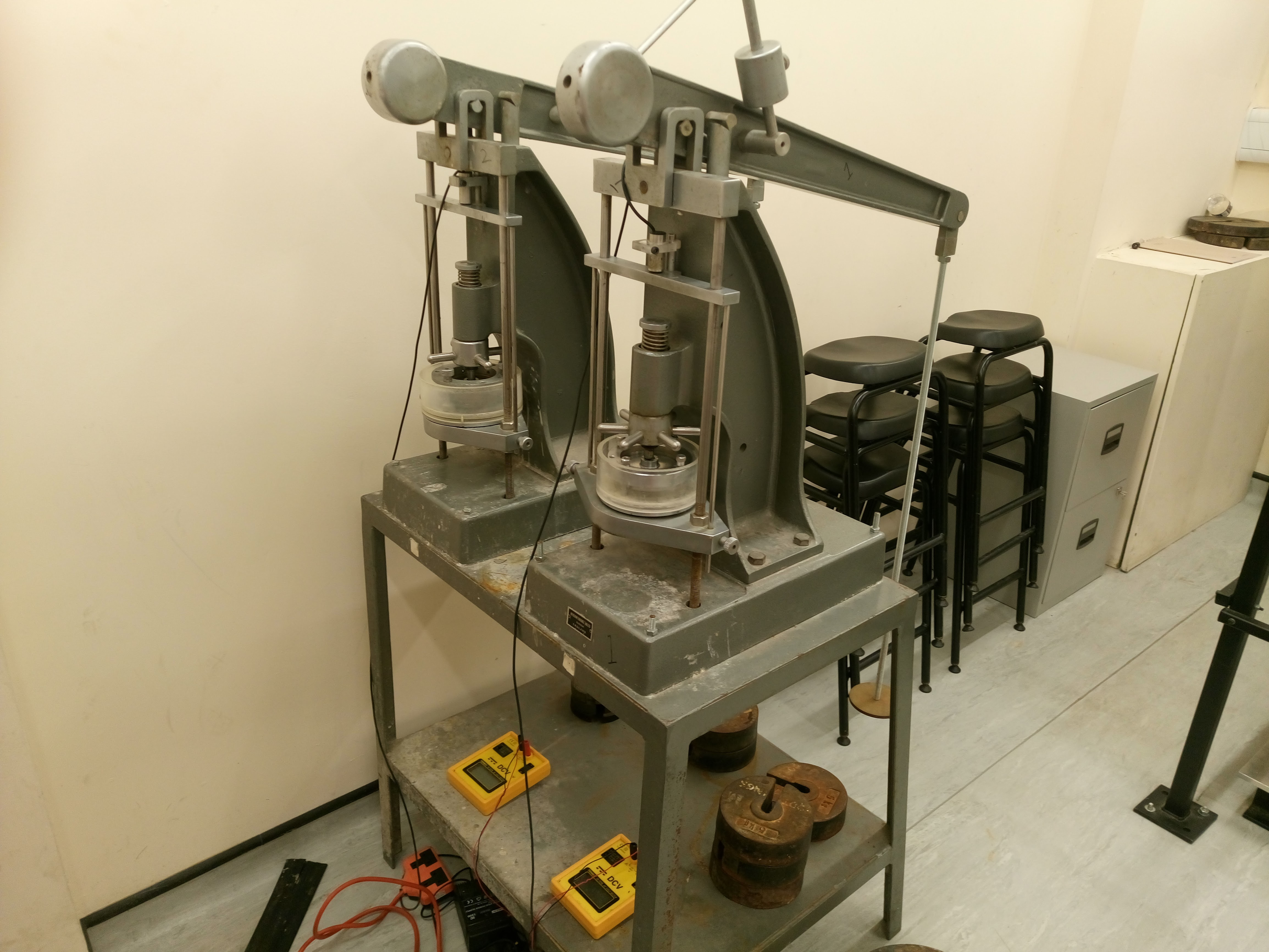
مقياسان للتضاغط في جامعة كامبريدج

يشير تصلب التربة أو اندكاك التربة إلى العملية الميكانيكية التي من خلالها تتغير التربة من حجمها تدريجياً استجابة لتغير في الضغط. يحدث هذا لأن التربة عبارة عن مادة ذات مرحلتين، تشمل حبيبات التربة وسوائل المسام، وعادة ما تكون المياه الجوفية. عندما تتعرض التربة المشبعة بالماء إلى زيادة في الضغط، فإن الصلابة الحجمية العالية للماء مقارنة بمصفوفة التربة تعني أن الماء يمتص كل التغيير في الضغط في البداية دون تغيير الحجم، مما يخلق مسامًا زائدًا للمياه. عندما تنتشر المياه بعيدًا عن مناطق الضغط العالي بسبب التسرب، تأخذ مصفوفة التربة تدريجياً تغير الضغط وتتقلص في الحجم. لذلك يرتبط الإطار النظري للتصلب ارتباطًا وثيقًا بمعادلة الانتشار، ومفهوم الضغط الفعال، والتوصيل الهيدروليكي.